# Tim Oliver Feicke
Tim Oliver Feicke (* 1. September 1970 in Hamburg) ist ein deutscher Cartoonist.

## Leben
Feicke wuchs in Hamburg auf. Nach einer Ausbildung als Versicherungskaufmann studierte er Jura und wurde Richter in Schleswig-Holstein, zunächst im Landgerichtsbezirk Kiel, dann im Landgerichtsbezirk Itzehoe, wo er am Amtsgericht Elmshorn, später am Amtsgericht Itzehoe vorwiegend als Jugendstrafrichter tätig war und ist.
Parallel ist er seit seiner Jugend auch als Cartoonist tätig.

## Werk
Feickes Werk umfasst mehrere hundert Cartoons zu den Themen Politik, Justiz und Fußball. Er ist monatlich mit einem Cartoon in der Deutschen Richterzeitung vertreten. Cartoons wurden in zahlreichen Zeitungen und Zeitschriften veröffentlicht, so im Hamburger Abendblatt, Berliner Kurier, Sächsische Zeitung, Flensburger Tagblatt, Schweriner Volkszeitung, Lübecker Nachrichten, Nürnberger Zeitung, dem Eulenspiegel u. v. a. Darüber hinaus finden sich seine Cartoons in mehr als 20 Schulbüchern, in Abreißkalendern und in diversen Cartoon-Sammelbänden.
Feicke hat drei Bücher mit Kuriositäten aus Gerichtsakten („Aktenperlen“) herausgegeben.
Feicke hat neben der Teilnahme an diversen Gruppenausstellungen immer wieder Einzelausstellungen in deutschen Gerichten, zumeist unter dem Titel „100 % (R)echt“, so an den Oberlandesgerichten Celle, Schleswig, Hamburg und Jena, den Landgerichten Chemnitz und Itzehoe, dem Sozialgericht Leipzig und beim Deutschen Juristentag Leipzig 2018.
Feicke wurde mit einer „Spitzen Feder 2016 - Deutscher Preis für die politische Karikatur“ ausgezeichnet.